# Самовозгорание торфа
Самовозгорание торфа — процесс, происходящий исключительно в добытом торфе с влажностью около 35 %. Этому процессу предшествует разогревание (в некоторых случаях — саморазогревание) торфа до критической температуры 60—65 °С. Случаи саморазогревания и последующего самовозгорания встречались только в штабелях (караванах) добытого фрезерного торфа.
По словам доктора технических наук Олега Степановича Мисникова, заведующего кафедрой геотехнологии и торфяного производства Тверского государственного технического университета, торфяники не самовозгораются:

«Самовозгорание залежи — это миф. Торф может самовозгореться только в штабеле, и то при стечении многих обстоятельств».
В исключительных случаях возможно самовоспламенение, но оно происходит лишь в буртах («караванах») собранного и сложенного для просушки торфа. Случаи саморазогрева и даже самовозгорания добытого и высушенного торфа встречались только при нарушении условий складирования. В связи с тем, что объёмы добычи торфа за последние сорок лет резко сократились, а большинство ранее уложенных буртов было использовано и сгорело, случаи самовоспламенения торфа на брошенных торфяных месторождениях становятся пренебрежимо редкими.

## Причины торфяных пожаров
В подавляющем большинстве случаев причины торфяных пожаров носят антропогенный характер:
- палы травы
- не затушенные костры
- брошенные сигаретные окурки
- повторное возобновление горения некачественно потушенных очагов (в том числе перезимовавших)

## Экспертные обоснования невозможности самовозгорания торфа

#### О. С. Мисников, доктор технических наук
«Если вы положите руку на торф, приготовленный к уборке, вам покажется, что он „живой“ — чуть-чуть теплее окружающей среды, потому что он хорошо аккумулирует солнечную энергию. Этот тёплый торф закладывают в штабель и засыпают всё новыми порциями добытого торфа. Внутренняя часть штабеля оказывается хорошо теплоизолированной, там появляются зоны примерно на 5 градусов С теплее окружающей среды. Это благоприятные условия для микроорганизмов особого типа, которые развиваются с выделением тепла.
В науке существуют различные модели процесса саморазогревания торфа, но наиболее распространена следующая. Температура внутри штабеля растёт и достигает диапазона 72—80 градусов С, затем биохимические процессы в очаге затухают и идёт химическое разложение торфяной массы. Интенсивное саморазогревание начинается, когда тепла в активной зоне образуется в три раза больше, чем из неё отводится. Как правило, это бывает при высоте штабеля больше 2 м. В результате в „активной“ зоне образуется так называемый полукокс с высокой способностью к окислению: чтобы он начал окисляться, достаточно кислорода воздуха. Если в этот момент штабель вскрыть (например, при погрузке экскаватором), воздух хлынет в активную зону и может произойти самовозгорание. В осушенном торфянике такие условия невозможны. В нём воздух есть всегда.»
Данную особенность торфа как горючего материала (очень лёгкое возобновление тления, начиная с критической температуры 60 — 65 °С. ) необходимо учитывать для его качественного тушения. Она определяет основную сложность при тушении торфа. Тление может легко возобновляться после некачественного тушения от недостаточно охлаждённых участков. Важно понимать, что такие случаи возобновления торфяного пожара — это не склонность торфа к самовозгоранию, а незавершенное тушение. Поэтому в практике тушения торфа критической (максимально допустимой) температурой при инструментальном контроле качества тушения принято считать 40 °С. Это позволяет с гарантией не пропустить участки, достигшие критических температур и способные к дальнейшему саморазогреву.

#### Глаголев М. В.
Миф о самовозгорании болота.

#### Григорий Куксин, руководитель противопожарной программы Гринпис России
«Из нескольких сотен обследованных нами торфяных пожаров ни разу не было причин предположить возможность самовозгорания (всегда были очевидны иные причины). Вера в самовозгорания не позволит обеспечить нормальную систему патрулирования территорий и раннего обнаружения очагов. Пока нет сформированной связи в головах людей, принимающих решения, между появлением очагов тления торфа, и, например, поджогами травы весной, не будет и раннего обнаружения этих пожаров» 